# Advent City

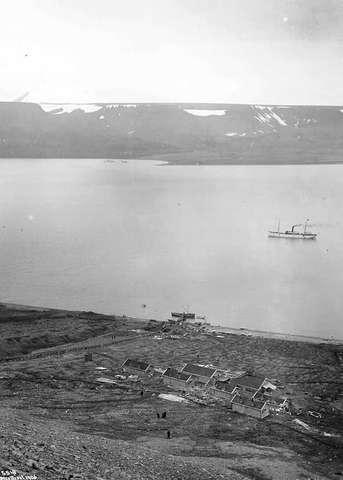
Advent City nel 1906

Advent City è una città fantasma sita nelle Isole Svalbard, Norvegia.

## Storia
Alla fine del XVIII secolo si scoprirono ricchi giacimenti di carbone nelle Isole Svalbard, in particolare a Spitsbergen e sulle rive del suo fiordo Isfjorden. I giacimenti erano così abbondanti che furono aperte decine di miniere lungo tutta la costa. Per sopperire alle necessità dei minatori, si decise la costruzione di una piccola città sita nelle vicinanze dei siti di estrazione e vennero di conseguenza costruite non solo le strutture per l’estrazione, ma anche le baracche per l’alloggio dei minatori, la panetteria e l’officina meccanica. Nel 1904 si completò la costruzione di Advent City, nata sulle rive nord del Adventfjorden, da cui prende il nome. Tuttavia, già nel 1906, la costruzione della città di Longyearbyen, nonché l'esaurirsi della produzione mineraria, portarono alla rovina la cittadina ed al suo abbandono. Advent City è una città fantasma dal 1917.

## Altre città fantasma delle Svalbard
- Pyramiden
- Grumantbyen
- Colesbukta